# Всеобщая федерация иракских женщин
Всеобщая федерация иракских женщин (араб. الاتحاد العام لنساء العراق‎, GFIW) — это неправительственная организация на Ближнем Востоке.
Федерация основана арабской социалистической партией Баас в 1969 как иракская женская организация.

## История
Всеобщая федерация иракских женщин была основана в 1968 году Навалью Хилми, Манал Юнис и Рамзией Аль-Хайру и зарегистрирована 4 апреля 1969 года. Руководство федерации назначалось партией Баас. Её бюджет исходил непосредственно от государства, а программы координировались партией. Среди членов организации преобладали сунниты.

## Задачи
В 1972 году Совет революционного командования поставил перед федерацией четыре цели:
- работать на благо социалистического, демократического арабского общества
- обеспечить равенство женщин с мужчинами в правах, экономике и государстве
- внести вклад в экономическое и социальное развитие Ирака
- поддержка матерей и детей в рамках семейной структуры.

## Руководство
Саддам Хусейн назначил Манал Юнис главой федерации.

## Реструктуризация
В 1975 году федерация была объединена с Лигой иракских женщин в рамках временного союза между коммунистами и партией Баас в качестве Национального прогрессивного фронта. У федерации были открыты филиалы по всей стране.

## Статистика
В 1982 году в организации насчитывалось около 200 000 членов, и более 300 000 членов к 1989 году.

## Международные связи
Генеральная федерация иракских женщин была членом Международной демократической федерации женщин.